# Bandera de Kiev

Bandera de Kiev.

La bandera de Kiev es la bandera oficial de la ciudad de Kiev, capital de Ucrania. Fue adoptada oficialmente por el ayuntamiento local el 25 de mayo de 1995 por orden del entonces alcalde, Leonid Kosakivsky.
Es una pieza rectangular de tela de color azul, en cuyo centro se ubica el escudo de armas de Kiev, que representa al arcángel Miguel de ropas blancas, sosteniendo una espada de fuego en la mano derecha y un escudo en la mano izquierda. Sus proporciones son 2:3.